# François Bayle (compositor)
François Bayle (Toamasina, Madagascar 27 de abril 1932) é um compositor de Música concreta e música electroacústica.

## Vida
Nos anos 1950, estudou com Olivier Messiaen, Pierre Schaeffer e Karlheinz Stockhausen. Em 1960 participou no Office de Radiodiffusion Télévision Française, e em 1966 criou o Grupo de Recherches Musicales (GRM). Durante estes anos, organizou concertos, rádio, seminários e eventos comemorativos. 
Depois de sair GRM, em 1997, fundou o seu próprio estúdio de música electrónica, o Studio Magison, onde se tem dedicado à investigação, escrita e composição. 
No mundo da música eletrônica, Bayle é considerado é um dos mais ilustres compositores, sua influência é generalizada (principalmente em França, na Europa e de língua francesa do Canadá) e sua música ganhou alguns dos mais prestigiados prémios musicais (SACEM Grande Prêmio de Compositores, 1978; Grande Prêmio Nacional Record, 1981; Prêmio Ars Electronica, Linz, 1989; Cidade de Paris Grande Prémio de Música, 1996; Homenagem pelo CIME de São Paulo, 1997; Charles Cros presidencial Grande Prémio, 1999).

## Obras
- 1960 Points critiques (instrumental)
- 1962 Trois portraits d’un Oiseau-Qui-N’existe-Pas
- 1962 L'objet captif (instrumental)
- 1963 L'Archipel (quatuor à cordes)
- 1963 Pluriel, pour 19 instruments et haut-parleurs (in Concert Collectif du Grm)
- 1966 Lignes et points
- 1967 Espaces inhabitables
- 1969 Jeïta ou Murmure des eaux
- 1971 Trois Rêves d'oiseau
- 1969-72 L'Expérience Acoustique [suite comprenant: 1-L"Aventure du Cri/2-le langage des fleurs/3-La preuve par le sens/4-L'épreuve par le son/5-La philosophie du non]
- 1972 Purgatoire, d'après La Divine Comédie, de Dante
- 1973 Vibrations composées
- 1974 Grande polyphonie
- 1976 Camera oscura
- 1978 Tremblement de terre très doux
- 1979-80 Erosphère [suite comprenant: 1-La fin du bruit/2-Tremblement de terre très doux/3-Toupie dans le ciel]
- 1982 Les Couleurs de la nuit
- 1980-83 Son Vitesse-Lumière [suite comprenant: 1-Grandeur nature/2-Paysage, personnage, nuage/3-Voyage au centre de la tête/4-Le sommeil d'Euclide/5-Lumière ralentie]
- 1984 Aéroformes
- 1985 Motion-Emotion
- 1987-88 Théâtre d'Ombres
- 1989 Mimaméta
- 1991 Fabulae [suite comprenant: 1-Fabula/2-Onoma/3-Nota/4-Sonora]
- 1994-95 La main vide [suite comprenant: 1-Bâton de pluie/2-La fleur future/3-Inventions]
- 1996 Morceaux de ciels
- 1999 Jeîta-retour
- 1999 Arc (pour Gérard Grisey)
- 2000-01 La forme du temps est un cercle [suite comprenant: 1-Concrescence/2-Si loin, si proche/3-Tempi/4-Allures/5-Cercles]
- 2002-04 La forme de l'esprit est un papillon [suite comprenant: 1-Ombrages et trouées/2-Couleurs inventées]
- 2005 Univers nerveux
- 2008-09 L'Oreille étonnée
- 2010 Rien n'est réel [suite comprenant: 1-Sensations/2-Perceptions]
- 2011 Deviner-devenir